# Badminton-Afrikameisterschaft 1982
Die Badminton-Afrikameisterschaft 1982 fand vom 2. bis zum 7. Mai 1982 in Lagos in Nigeria statt. Es war die dritte Austragung der kontinentalen Titelkämpfe in Afrika, wobei nur Mannschaftswettkämpfe ausgetragen wurden. In allen Kategorien war Nigeria erfolgreich. Sambia gewann bei den Herren Silber in der Besetzung Simon Gondwe, Mike Wilmott, Hiran Ray, Raj Patel, Madhavi Tijoriwala, Shailesh Patel und Ajay Misra.

## Medaillengewinner
| Disziplin    | Gold                                                                                              | Silber                                                                                   | Bronze                                                                             |
| ------------ | ------------------------------------------------------------------------------------------------- | ---------------------------------------------------------------------------------------- | ---------------------------------------------------------------------------------- |
| Herrenteam   | Nigeria Babatunde Badiru Folusho Davies Samson Egbeyemi Clement Ogbo Benjamin Orakpo Fatai Tokosi | Sambia Simon Gondwe Ajay Misra Raj Patel Shailesh Patel Hiran Ray Mike Wilmott           | Ghana Kodjo Asamoah Paul Kodjo Kumah Frank Kwami Mario Kwami Mario Appiagyei-Danka |
| Damenteam    | Nigeria Bukola Bakreen Oby Edoga Grace Edwards I. Owolabi                                         | Ghana Abigail Haizel Phyllis Nimako-Boateng Nelly Akainyah Margaret Asare Patricia Asare | Mosambik Indira Bhikha Eduarda Geraldes Ewa Stuart Eline Coelho                    |
| Mixed Team   | Nigeria Babatunde Badiru Samson Egbeyemi Bukola Bakreen Grace Edwards                             | Ghana Kodjo Asamoah Paul Kodjo Kumah Abigail Haizel Phyllis Nimako-Boateng               | Mosambik Luis Filipe Sozinho Guerra Indira Bhikha Ewa Stuart                       |
| Juniorenteam | Nigeria                                                                                           | Sambia                                                                                   | Mosambik                                                                           |